# Luís da Vasa César de Faro Nobre e Vasconcelos
Luís da Vasa César de Faro Nobre e Vasconcelos (Lourinhã, Lourinhã, 27 de Abril de 1804 — Lisboa, 1858) foi um político português.

## Família
Filho de João Gualberto da Vasa César de Faro e Vasconcelos (Varatojo, Quinta da Marinha, bap. Torres Vedras, São Pedro, 12 de Julho de 1763 - ?), Escudeiro Fidalgo da Casa Real e Cavaleiro Fidalgo da Casa Real, e de sua mulher (Lourinhã, Lourinhã, 16 de Julho de 1798) Maria Cândida Maximiana Figueira Nobre (bap. Lourinhã, Lourinhã, 21 de Outubro de 1765 - Lourinhã, Lourinhã, 22 de Agosto de 1842).

## Biografia
Escudeiro Fidalgo da Casa Real, Cavaleiro Fidalgo da Casa Real e, mais tarde, Moço Fidalgo da Casa Real. Depois de ter cursado a Faculdade de Direito da Universidade de Coimbra, foi Provedor em 1833, Administrador do Concelho da Lourinhã em 1839, Administrador do Concelho de Setúbal por Alvará de 30 de Julho de 1847 e Vogal do Conselho do Distrito de Lisboa por Decreto de 2 de Setembro de 1853.

## Casamento e descendência
Casou na Lourinhã, Vimeiro, com Maria da Anunciação da Fonseca (Lourinhã, Lourinhã, 21 de Dezembro de 1802 - ?), já viúva, filha de Gregório José da Fonseca e de sua mulher Bernardina de Sena da Conceição, da qual teve duas filhas e três filhos: 
- Amélia Ludovina da Vasa César de Faro Nobre e Vasconcelos (Lourinhã, Lourinhã, 6 de Dezembro de 1836 - 14 de Abril de 1864), casada em Lisboa, Pena, a 11 de Novembro de 1858 com António Eduardo Alves de Noronha (Lisboa, Santiago, 18 de Janeiro de 1839 - Guimarães, 10 de Junho de 1926), 2.º Visconde de Santa Cruz por Decreto de data desconhecida de reinado desconhecido, General do Exército, da qual foi primeira mulher, com descendência
- Eduardo da Vasa César de Faro Nobre e Vasconcelos (Lourinhã, Lourinhã, 24 de Dezembro de 1838[7] - Lourinhã, Lourinhã, 24 de Fevereiro de 1839)
- Joaquim da Vasa César de Faro Nobre e Vasconcelos (Lourinhã, Lourinhã, 7 de Março de 1840[8] - 1862), solteiro e sem geração
- Álvaro da Vasa César de Faro Nobre e Vasconcelos, solteiro e sem geração
- Fortunata Cândida da Vasa César de Faro Nobre e Vasconcelos[9], casada com António José de Andrade e Figueiredo (? - Lisboa, 9 de Junho de 1897), com descendência